# سنجان (خراسان)
سنجان شهری باستانی در حاشیه جنوبی بیابان قره‌قوم در نزدیکی شهر واحه‌ای مرو است. از نظر جغرافیایی، سنجان در منطقه خراسان بزرگ در آسیای میانه واقع شده است. از نظر سیاسی، سنجان در استان مرو ترکمنستان امروزی است.
سنجان به همراه مرو، محل توقف و مرکز تجاری مهمی در مسیر جنوبی جاده ابریشم بود. سنجان اهمیت بیشتری را پس از امپراتوری سلوکی به دست آورد. استقرار مرو به عنوان شهر اصلی استان مرگوش، اهمیت این شهر را در دوران اشکانیان (۲۵۰ پیش از میلاد، ۲۲۶ میلادی) و ساسانیان (۲۲۶-۶۵۱ میلادی) بیش از سنجان کرده بود.

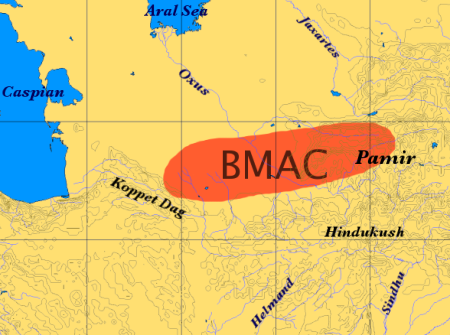
محدوده شهر تاریخی سنجان

سنجان به عنوان مکانی برای تحقیقات باستان‌شناسی باکتریا-مارجیانا به شمار می‌رود. گمان می‌رود که مردمان هندوایرانی، شاخه عمده‌ای که از مردم نیاهندواروپایی جدا شده‌اند، از آنجا نشأت گرفته‌اند. (همچنین نگاه کنید به: تمدن آمودریا)
با توجه به قصه سنجان که حدود سال ۱۶۰۰ میلادی نوشته شده است، زرتشتیانی که در سده ۸ یا ۹ به شبه‌قاره هند بخاطر آزار و اذیت مهاجمان مسلمان فرار کردند، شهرک سنجان در ناحیه گجرات را تأسیس کردند. تصور بر این است که این زرتشتیان که در ابتدا سانجانا یا خراسانی خوانده می‌شدند (امروزه فرزندان این مهاجران و بعداً مهاجران زرتشتی همگی به نام پارسیان هند شناخته می‌شوند)، گفته می‌شود که این شهرک ساحل غربی هند را به نام شهر مبدا خود نامگذاری کرده‌اند.